# Тесленко Федір Петрович
Федір Петрович Тесленко (4 травня 1899, село Кисла Дубина Харківської губернії, тепер Білопільського району Сумської області — розстріляний 22 серпня 1938, Київ) — український радянський діяч, аграрій, вчений, ректор Київського сільськогосподарського інституту, директор Харківського зоотехнічного інституту, віце-президент Академії сільськогосподарських наук УРСР. Кандидат у члени ЦК КП(б)У в січні 1934 — травні 1937 р.

## Біографія
Член РКП(б) з 1918 року.
У 1923—1924 роках — студент Харківського сільськогосподарського інституту. У 1925—1928 роках — студент Московської сільськогосподарської академії імені Тімірязєва. Здобув спеціальність агронома.
До 1930 року — ректор Київського сільськогосподарського інституту.
У 1933—1935 роках — перший віце-президент Академії сільськогосподарських наук Української СРР (ВУАСГН).
У 1937 році — директор Харківського зоотехнічного інституту.
У серпня 1937 року заарештований органами НКВС. З 27 серпня 1937 року по 22 серпня 1938 року утримувався у Київській тюрмі НКВС. За вироком Військової Колегії Верховного Суду СРСР 22 серпня 1938 року засуджений до розстрілу. Посмертно реабілітований 21 березня 1957 року.